# Chiesa di Sant'Antonio (Teramo)
La chiesa di Sant'Antonio, già convento di San Francesco, è una chiesa della città di Teramo. Edificata nel XIII secolo, si trova in corso De Michetti, all'angolo con largo Melatino. Dal 1902 è stata inclusa nell'elenco dei Monumenti nazionali italiani.

## Storia

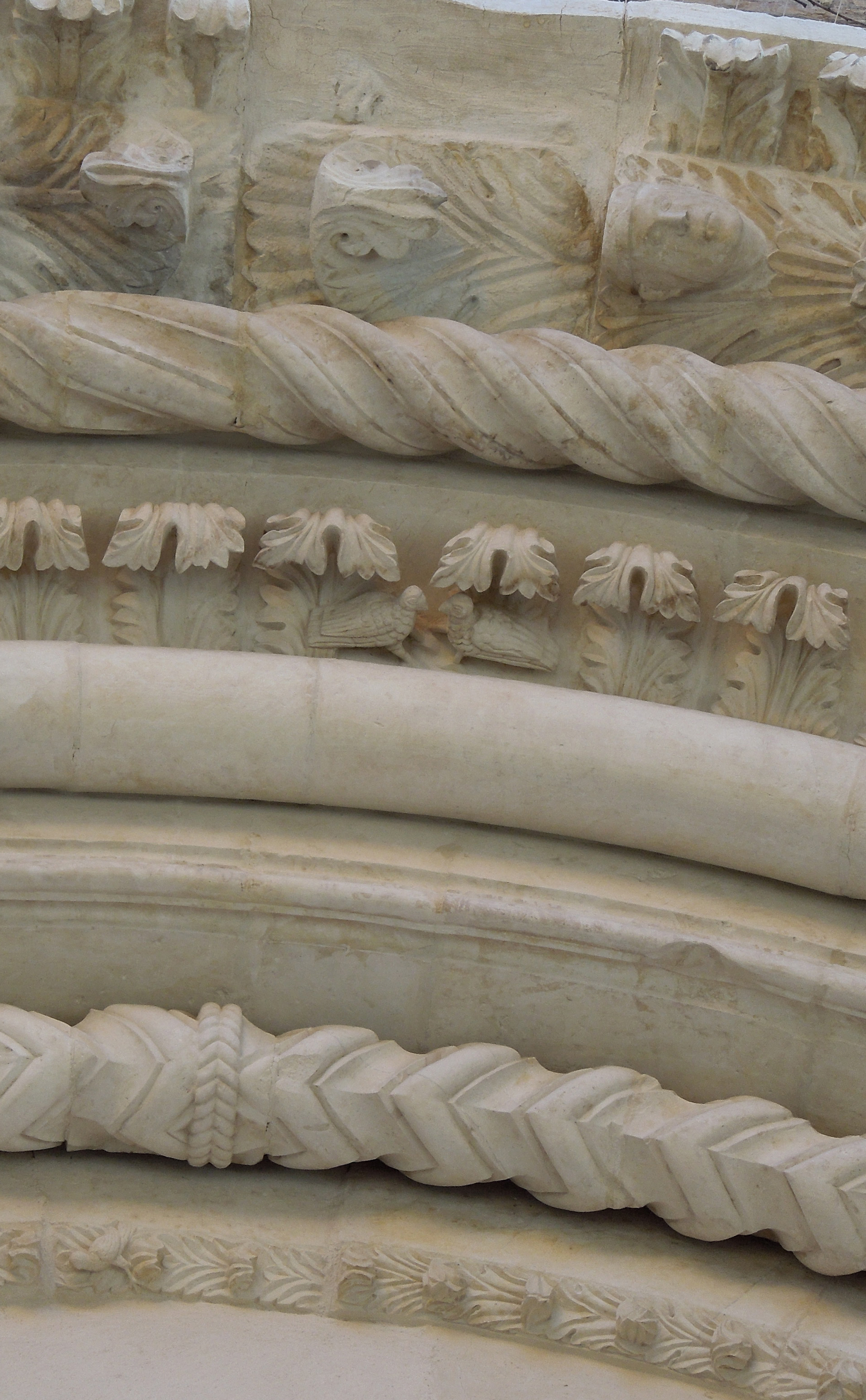
Particolare dei due volatili scolpiti nell'arco del portale

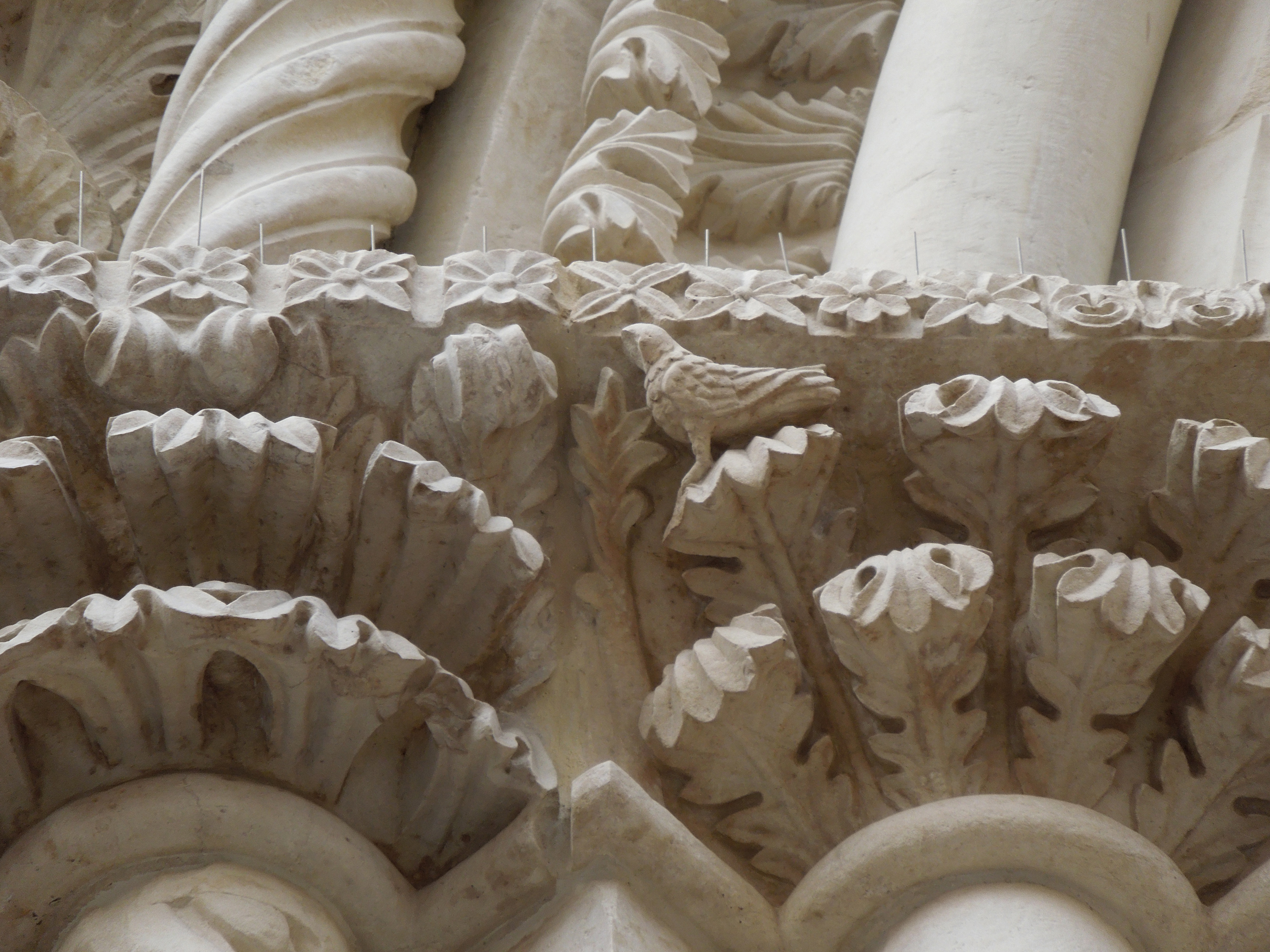
Particolare dell'uccellino scolpito tra le foglie dei capitelli di sinistra del portale

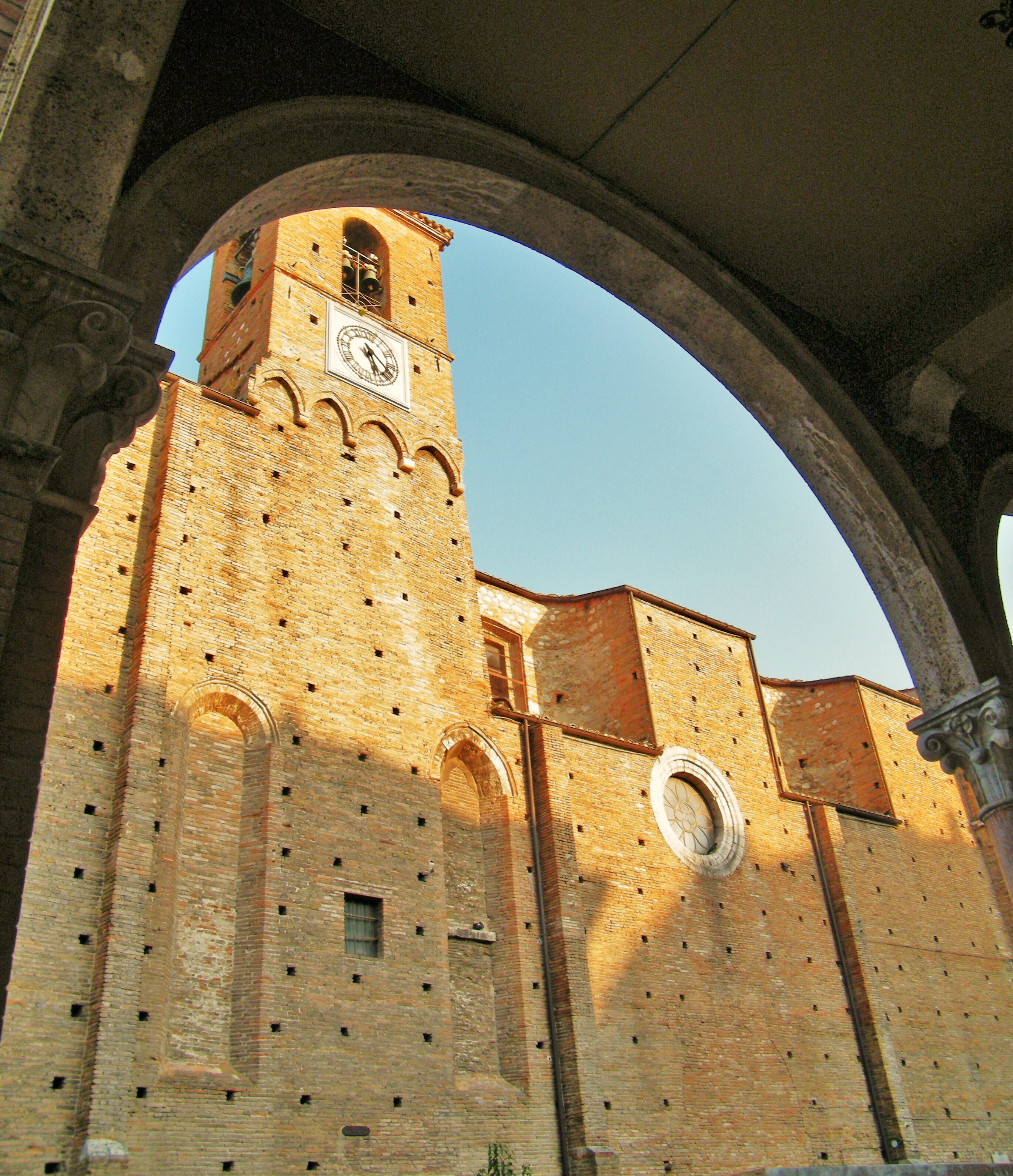
Particolare della massiccia fiancata vista dai Portici Savini

Sotto il dominio Svevo prima e sotto quello Angioino poi, la città di Teramo si dotò degli edifici più importanti ancora oggi esistenti: nel 1207 il vescovo Sasso concedette la libertà comunale alla città e questa rinnovata fiducia portò ad un periodo di pace e sviluppo economico ed edilizio; proprio in questo periodo verranno costruiti il palazzo vescovile, la chiesa e convento di San Domenico e di San Francesco.
Il primo impianto del convento di San Francesco risale al 1227 con caratteristiche simili al contemporaneo convento dei domenicani di Porta Romana (convento di San Domenico) e al convento francescano di Campli: si presentava con una chiesa ad aula unica ed abside rettangolare con alta bifora ogivale trilobata, chiostro porticato, refettorio e celle dormitorie; nel 1309 venne costruito il campanile da mastro Antonio di Florio e poco più tardi, nel 1327, la chiesa venne completata ed ampliata.
Nel 1584, mentre si scavava per abbellire il chiostro, furono portati alla luce idoli in bronzo, medaglie, pezzi di colonne, marmi e un pavimento in lastre di porfido di sicura fattura romana.

## Architettura

### L'esterno
Il fianco della chiesa, ritmato da contrafforti, presenta due finestre, un rosone e un ingresso richiusi; delle arcatelle che formavano la cornice di coronamento, abbattute durante il rifacimento barocco, ne resta un tratto presso il campanile.
Sulla facciata principale si scorgono i resti di un affresco raffigurante San Cristoforo, almeno stante alla tradizione popolare, una cornice orizzontale al centro del fronte presenta la stessa fattura del portale con una sequenza di foglie; a monte della cornice si notano due finestroni richiusi e uno più in alto e più grande che illumina la navata.

#### Il portale
La tipologia del portale rinvia a quelli della cattedrale di Atri e della chiesa di Santa Maria di Propezzano a Morro d'Oro, ma coincide quasi perfettamente con quello di San Francesco a Campli e di Sant'Antonio a Morro D'Oro: è stato realizzato su una grande strombatura del muro e composto con grande armonia degli elementi di intarsio, delle colonne tortili e dei motivi floreali; colonnine a tortiglione o a spina di pesce salgono all'archivolto dove la decorazione si arricchisce con giri di fogliame. I singoli elementi del fogliame sono disposti con l'asse piegato secondo la curvatura del semicerchio in modo da lasciare percepire l'effetto di una foglia nascente dietro l'altra, componendo nella grande varietà un unico elemento. Da notare infine l'uccello scolpito in mezzo alle foglie dei capitelli di sinistra e i due volatili posti al centro e a monte della lunetta e sotto la chiave di volta.

#### Il campanile
Il campanile in laterizio si erge per due piani sopra al tetto, su quello inferiore è applicato l'orologio e sul vano superiore, evidentemente rifatto, sono collocate ben quattro campane. Non si notano segni rivelatori della posizione e delle forme originarie del campanile, non è certa la sua realizzazione, ma si ipotizza che fosse realizzato a vela sulla parete esterna della chiesa. Notevoli le arcatelle di coronamento che un tempo correvano su tutta la lunghezza della chiesa: queste sono realizzate ad archi ogivali con accoltellate di mattoni poggianti su mensoline in pietra e corone di bordo realizzate con filare di mattonelle in laterizio.

### L'interno
L'interno si presenta con due chiese, l'una più grande detta di San Francesco e l'altra di Sant'Antonio realizzata nel vecchio refettorio.

#### Cappella di San Francesco
La chiesa di San Francesco, posta a destra dell'abside, si presenta in stile barocco; nell'intercapedine sono state realizzate delle cappelle laterali dedicate rispettivamente: all'Addolorata, alla Madonna del Rosario, a sant'Antonio, a santa Lucia con quadro del Sacro Cuore. Vi sono, tra queste, anche la cappella Muzi con statua di Santa Maria Assunta e la cappella di San Francesco; sull'abside semicircolare si trovano due tempere ispirate all''Antico Testamento; al centro dello stesso abside troneggia la statua della Madonna e più in alto una tempera rappresenta l'incoronazione della Vergine Maria.

#### Chiesa di Sant'Antonio
La cappella di Sant'Antonio è anch'essa in stile barocco e settecentesco: si presenta a navata unica absidata con affreschi, quadri e una notevole cupola che risulta illuminata da otto finestrelle al cui centro troneggia un sant'Antonio in gloria; ai lati si ergono dieci colonne corinzie addossate alle pareti. Sull'altare c'è la statua della Madonna Immacolata, mentre, nei quattro triangoli di raccordo tra la cupola e la navata della cappella, sono rappresentate le quattro virtù cardinali: giustizia, prudenza, fortezza e temperanza. Presenti notevoli dipinti, tra cui merita menzione il quadro di Vincenzo Baldati, realizzato nel 1792, che rappresenta sant'Antonio in ginocchio che guarda San Bonaventura da Bagnoregio, teologo della chiesa, nel momento in cui, finito di revisionare la regola francescana, rivolge lo sguardo al cielo ed offre il lavoro alla Madonna Immacolata.
Nella cantoria principale troneggia un grande organo a tre tastiere. Sul soppalco della capellina  è presente un vecchio organo realizzato nel 1862 da Vitale De Luca, restaurato e ricostruito nel 1997. Nell'atrio della cappella è collocato un baldacchino in stile neogotico realizzato in legno dorato nel 1903 da Raffaele De Fabritiis.

## Galleria d'immagini

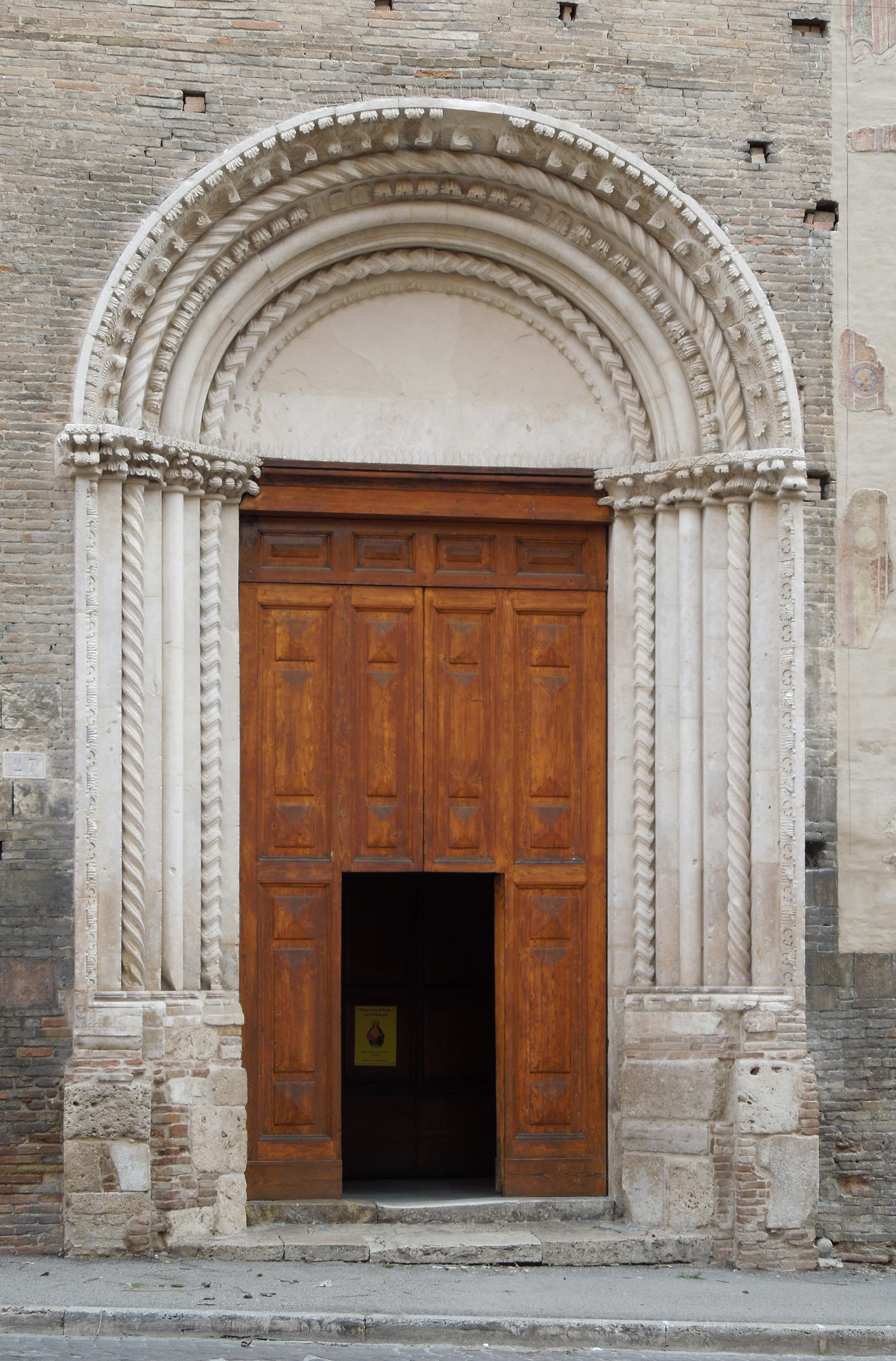
Portale
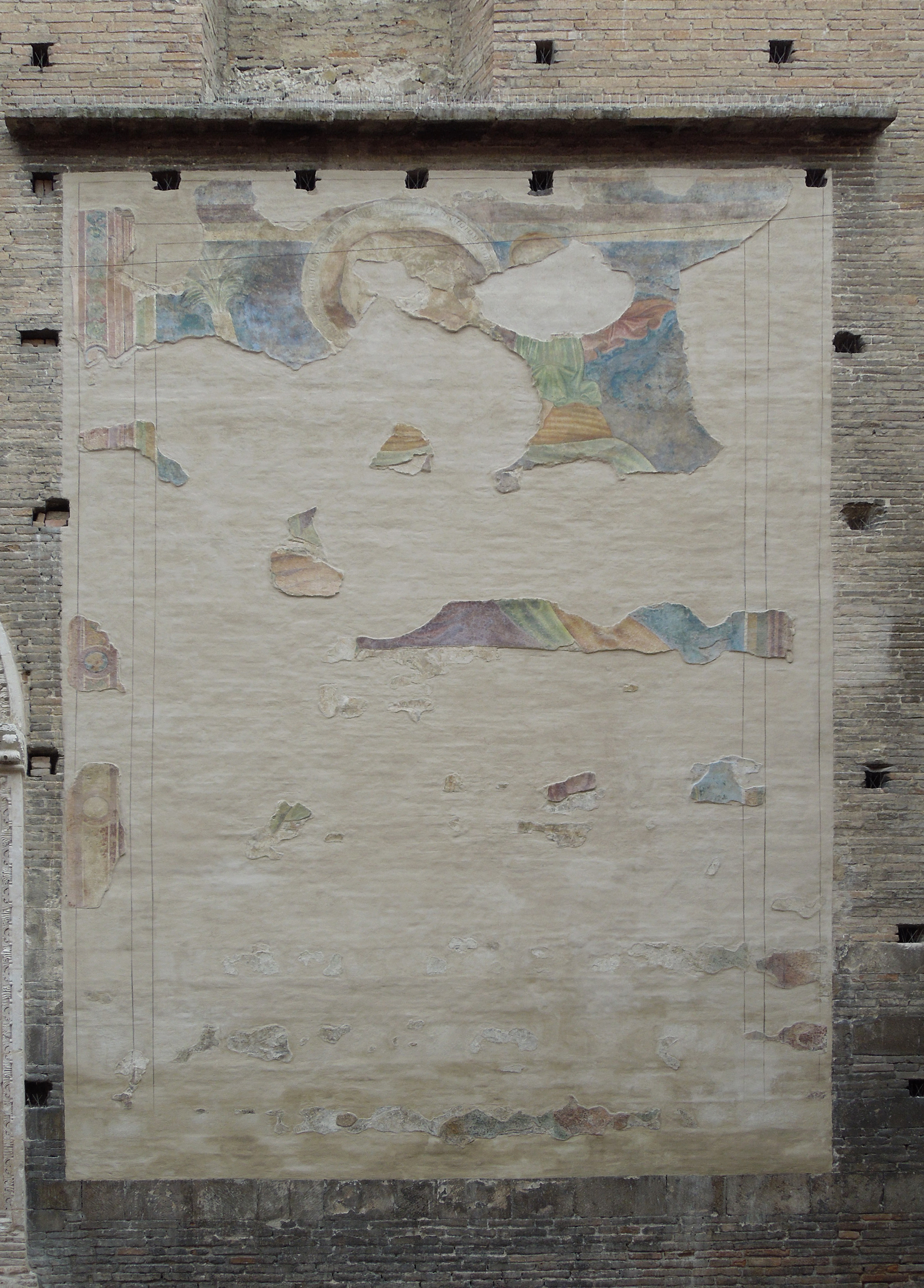
Tracce dell'affresco sulla facciata
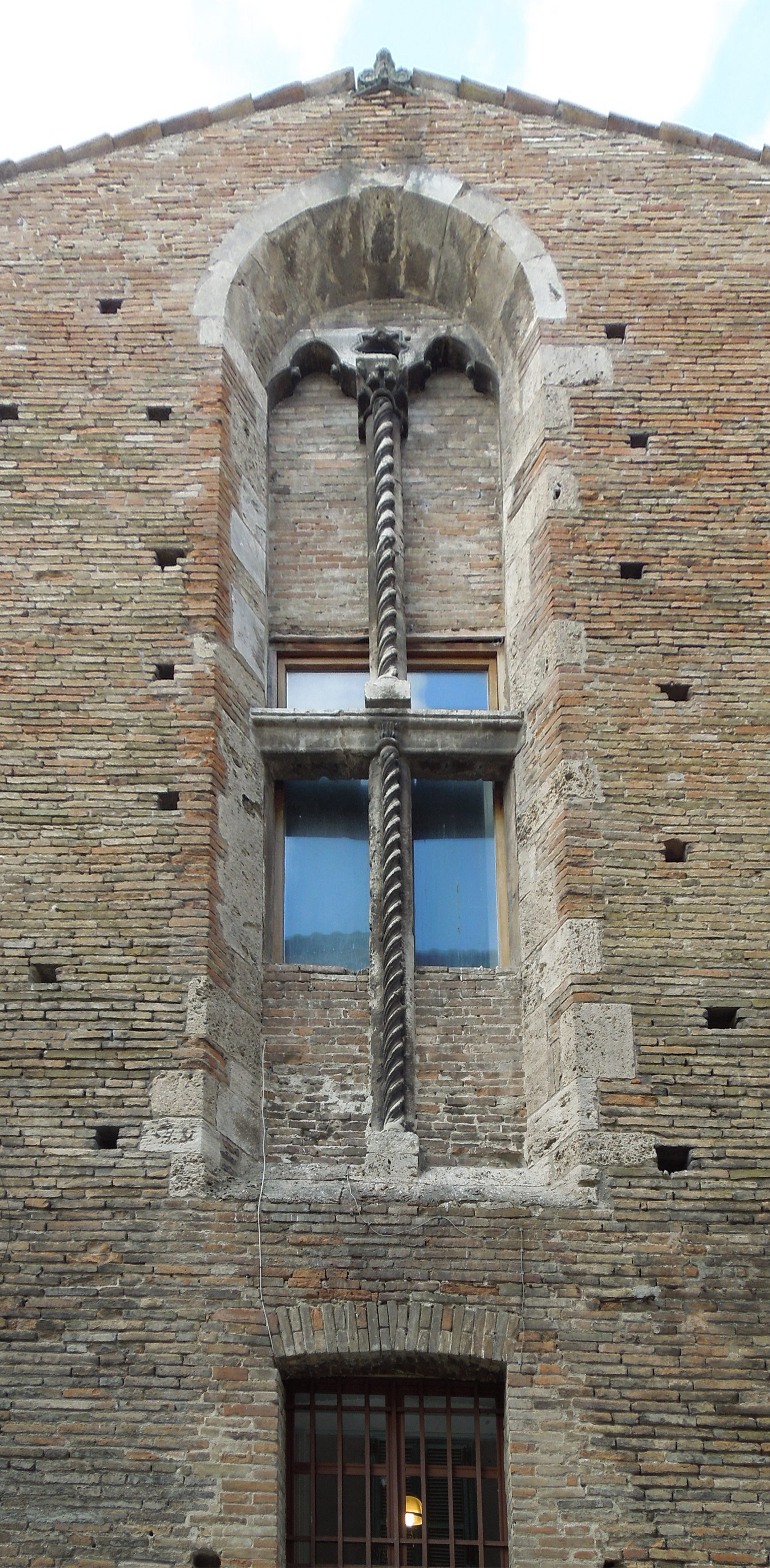
Finestra della retrofacciata della chiesa